# Sloveens curlingteam (gemengd)
Het Sloveense curlingteam vertegenwoordigt Slovenië in internationale curlingwedstrijden.

## Geschiedenis
De openingseditie van een internationaal toernooi voor gemengde landenteams was het Europees kampioenschap in het Andorrese Canillo. Slovenië nam daar niet aan deel. De eerste keer dat het land er bij was was in 2012. Het bereikte de play-offs niet en kwam ook in latere deelnames niet verder dan een drieëntwintigste plaats. 
Na de tiende editie van het EK werd beslist het toernooi te laten uitdoven en te vervangen door een nieuw gecreëerd wereldkampioenschap voor gemengde landenteams. De eerste editie vond in 2015 plaats in het Zwitserse Bern. Het team van Tomas Tišler bereikte in 2018 een gedeeld negende plaats. In 2024 werden de play-offs gespeeld met 16 teams in een achtste finale. Het land werd gedeeld negende.

## Slovenië op het wereldkampioenschap
| Jaar | Plaats | Skip              | WG | W | V | PV | PT |
| ---- | ------ | ----------------- | -- | - | - | -- | -- |
| 2015 | 25     | Lan Žagar         | 9  | 3 | 5 | 36 | 44 |
| 2016 | 32     | Jure Čulić        | 7  | 1 | 6 | 28 | 38 |
| 2017 | 29     | Jure Čulić        | 6  | 1 | 5 | 29 | 39 |
| 2018 | 9      | Tomas Tišler      | 7  | 4 | 3 | 42 | 41 |
| 2019 | 29     | Tomas Tišler      | 7  | 2 | 5 | 43 | 45 |
| 2022 | 30     | Štefan Sever      | 8  | 2 | 6 | 39 | 53 |
| 2023 | 16     | Štefan Sever      | 8  | 4 | 4 | 36 | 48 |
| 2024 | 9      | Gaber Bor Zelinka | 8  | 5 | 3 | 51 | 30 |

## Slovenië op het Europees kampioenschap
| Jaar | Plaats        | Skip           | WG            | W             | V             | PV            | PT            |
| ---- | ------------- | -------------- | ------------- | ------------- | ------------- | ------------- | ------------- |
| 2005 | Geen deelname | Geen deelname  | Geen deelname | Geen deelname | Geen deelname | Geen deelname | Geen deelname |
| 2006 | Geen deelname | Geen deelname  | Geen deelname | Geen deelname | Geen deelname | Geen deelname | Geen deelname |
| 2007 | Geen deelname | Geen deelname  | Geen deelname | Geen deelname | Geen deelname | Geen deelname | Geen deelname |
| 2008 | Geen deelname | Geen deelname  | Geen deelname | Geen deelname | Geen deelname | Geen deelname | Geen deelname |
| 2009 | Geen deelname | Geen deelname  | Geen deelname | Geen deelname | Geen deelname | Geen deelname | Geen deelname |
| 2010 | Geen deelname | Geen deelname  | Geen deelname | Geen deelname | Geen deelname | Geen deelname | Geen deelname |
| 2011 | Geen deelname | Geen deelname  | Geen deelname | Geen deelname | Geen deelname | Geen deelname | Geen deelname |
| 2012 | 24            | Gregor Verbinc | 7             | 0             | 7             | 18            | 75            |
| 2013 | 23            | Urban Zelinka  | 7             | 0             | 7             | 14            | 62            |
| 2014 | 23            | Tomas Tišler   | 8             | 1             | 7             | 35            | 57            |